# Complexe Sportif Barthélemy Boganda
Der Complexe Sportif Barthélemy Boganda ist eine Sportanlage in der zentralafrikanischen Hauptstadt Bangui. 
Es ist die Heimspielstätte der zentralafrikanischen Fußballnationalmannschaft und weiterer Fußballmannschaften des Landes, so von Olympique Réal und Tempête Mocaf. Benannt ist es nach dem ehemaligen Bürgermeister Banguis und ersten Ministerpräsidenten der Republik Zentralafrika, Barthélemy Boganda. 
Zwischen 2003 und 2006 wurde das Stadion für 33,26 Millionen $ bzw. 12 Milliarden CFA von der Volksrepublik China gebaut. 
Das Stadion bietet etwa 20.000 Zuschauern Platz.